# Белінда Енн Ірен Райт
Белінда Енн Ірен Райт (нар. 1953) — фотограф дикої природи та охорониця дикої природи в Індії. Вона є виконавчим директором Товариства захисту дикої природи Індії (WPSI).

## Батьки
Мати Белінди Енн Райт є довіреною особою засновника Всесвітнього фонду природи (WWF) Індії, який вона допомогла створити наприкінці 1960-х років. Вона була членом оперативної групи «Тигр», якій у 1973 році покійна прем’єр-міністр Індії Індіра Ганді доручила вибрати дев’ять тигрових заповідників для запуску проекту «Тигр». Протягом двадцяти трьох років вона працювала в Індійській раді дикої природи і була тісно причетна до ухвалення Закону про захист дикої природи. Енн також працювала в радах дикої природи дев'яти штатів Північно-Східної та Центральної Індії. На початку 1980-х років Енн була удостоєна звання члена Ордена Британської імперії або MBE за її зусилля по збереженню екологічної спадщини Індії та її роботу з урядом Індії. Зараз вона очолює Фонд Rhino.
у 1988 році батько Белінди Роберт Гамільтон Райт отримав звання офіцера ордена Британської імперії або OBE за віддану службу британським громадянам в Індії. Боб десятиліттями очолював Асоціацію британських громадян і входив до ради Домів доктора Грема в Калімпонзі в Північній Бенгалії. Він багато часу працював з благодійним фондом Ост-Індії, який керує будинками престарілих, а також кількома благодійними школами та гуртожитками. Боб також був головою Асоціації історичних кладовищ і багато років був стюардом Royal Calcutta Turf Club. З початку 1980-х років любов Боба до дикої природи розвивалася завдяки створенню та управлінню Kipling Camp. Щомісяця він проводив час у таборі. Боб Райт помер 19 квітня 2005 року.

## Кар'єра
Белінда провела все своє життя в Індії, працюючи над проблемами дикої природи, і є однією із провідних захисниць дикої природи Індії. Вона активно працює над розширенням діалогу та спілкування з питань збереження дикої природи Індії, особливо індійських тигрів.
Белінда провела своє дитинство в джунглях Біхара, особливо в районі, який зараз знаходиться під заповідником тигрів Паламу. Вона побачила свого першого дикого тигра, коли їй було 3 місяці, і сфотографувала свого першого дикого тигра, коли їй було 16 років. Вона багато років працювала з National Geographic і знімала фільми для BBC. У 1985 році вона отримала дві премії «Еммі» та 14 інших великих міжнародних нагород за свій фільм National Geographic «Земля тигра» . Щоб зняти цей фільм, вона витратила більше двох років, спостерігаючи за таємним життям диких тигрів у заповідниках Канха-Тигр і Рантхамборе.
У 1994 році вона заснувала Товариство захисту дикої природи Індії (WPSI) з метою допомогти запобігти кризи дикої природи в Індії, надаючи підтримку та інформацію для боротьби з браконьєрством та ескалацією незаконної торгівлі дикими тваринами, зокрема дикими тиграми, до яких Белінда працювала все життя. пристрасть. Як виконавчий директор WPSI вона подорожує по всій Індії, щоб допомагати та підтримувати зусилля зі збереження природи та допомагати дотримуватись закону. У червні 2003 року Белінда пішла по стопах своїх батьків і була призначена ОВЕ за свої «послуги із захисту дикої природи та видів, що знаходяться під загрозою зникнення в Індії».